# Честър (окръг, Южна Каролина)
Вижте пояснителната страница за други значения на Честър.
Окръг Честър (на английски: Chester County) е окръг в щата Южна Каролина, Съединени американски щати. Площта му е 1518 km², а населението – 33 140 души (2010). Административен център е град Честър.